# Roccacasale
Roccacasale é uma comuna italiana da região dos Abruzos, província de Áquila, com cerca de 754 habitantes. Estende-se por uma área de 17 km², tendo uma densidade populacional de 44 hab/km². Faz fronteira com Corfínio, Pratola Peligna, Salle (PE).

## Demografia
| Variação demográfica do município entre 1861 e 2011                               |
|                                                                                   |
| Fonte: Istituto Nazionale di Statistica (ISTAT) - Elaboração gráfica da Wikipedia |